# 鬼線：東京
《鬼線：東京》是一款由探戈遊戲工作室開發並由贝塞斯达软件發行的动作冒险游戏，在2022年3月25日於Microsoft Windows (Steam)上發售，之後亦會在PlayStation 5上作限時獨佔發行；游戏的Xbox Series X/S版本于2023年4月12日发售。

## 遊戲玩法
《鬼線：東京》的故事發生在日本東京，主角曉人在幾乎所有的市民都神秘消失，由來自冥界的妖怪「來訪者」（Visitors）取而代之後被另有自己算盤的靈體偵探「KK」附身，從而獲得超自然的能力。曉人在對抗東京都內的鬼怪時會遇到一群帶著般若之面的人，他們可能會揭開東京市民神秘消失事件背後的神秘面紗。
作為一款第一人称视角的动作冒险游戏，玩家可以使用受九字護身法啟發的手印，施展各種通靈術和超自然能力，配合如弓箭和護符等傳統武器和格檔，來驅散困擾著東京的鬼怪。透過名為「空靈編織」（Ethereal Weaving）的法術，被「KK」附身的曉人能夠以風、水、火和土四種以太戰鬥，風能力能讓玩家以類似手槍的方式快速擊發以太；水能力可在短距離內對敵人作出可觀的傷害且有擊退效果，適用於在大批「訪客」逼近時使用；火能力可以想像成火箭發射器，能夠造成巨量的爆炸傷害；土能力則為單純的防禦技能，其中前三者傷害越低便有著越高的使用次數，破壞車輛等方式能夠為其補充。攻擊至一定程度後，敵人的核心便會暴露出來，擊破它能夠造成即死傷害。而經過標記多個敵人和集氣後，即可啟動「接線模式」（Wire-in）來加強傷害，同時隨著遊戲的進展，玩家能夠透過解放在街道上飄動的靈魂等方式，來根據自己的玩法為這些技能升級。然而當曉人與「KK」不為一體時，玩家便不能使用後者的能力，僅能使用弓箭和核心擊破等技能。
四處探索是《鬼線：東京》的主軸，玩家可以通過套住鄰近的天狗來獲取其能力並穿越整個東京，地圖內亦四散了諸如河童、一反木棉和轆轤首等神話靈體，玩家找到祂們後需要以不同的方式來解鎖各種能力或戰利品。市內的便利商店和攤位在人消失後由貓又接管，玩家可以在其中以「冥香」購買食物、護符和箭等商品。但要小心的是，有著濃霧的區域除了有著難打的敵人外，走在其中亦會削減生命值，為此玩家需要淨化分散在地圖各處的鳥居以驅散濃霧。此外玩家可以啟動「靈視」（Spectral Vision）來偵查附近是否存在敵人或可供補充技能表的物品。

## 開發
2019年6月，Tango Gameworks所屬的工作室負責人三上真司和本作創意總監中村育美在E3 2019的贝塞斯达软件新聞發布會上首次披露《鬼線：東京》這一略為帶有恐怖元素的動作冒險遊戲。與邪靈入侵系列不同的是，該作儘管保留了一些恐怖主題和元素，但強調在類型上仍屬於一款動作冒險遊戲，而本作並不是生存恐怖遊戲。曾參與2016年《毀滅戰士》製作戰鬥系統的原慎一郎加入了Tango，並協助打造《鬼線》的動作導向戰鬥。據他所說，遊戲的戰鬥系統很大程度上受到九字護身法和武術的啟發，使得開發團隊能夠為玩家的動作加入更多動態和個性，更形容該作的戰鬥就像「空手道遇上魔法」一樣。
《鬼線：東京》原先預計在2021年末發行，但在创意总监中村育美于2019年9月宣布因身体原因离开开发团队并从Tango Gameworks辞职后交予木村憲司為本作擔任總監一職，Tango表示為了保障所有員工的健康而把發售日期推遲至2022年初，並最終確定在2022年3月25日於Microsoft Windows和PlayStation 5上發售。而本來作為創意總監的中村育美亦在兩年後復出繼續遊戲行業工作，同時在復工後成立了Unseen工作室兼該新工作室的負責人。
2020年9月21日，貝塞斯達軟體的母公司ZeniMax Media和微軟宣布後者有意以75億美元收購ZeniMax及其包括Tango Gameworks在內的工作室，並將這些工作室合併為Xbox游戏工作室的一部分，交易最終在2021年3月9日成真。Xbox游戏工作室負責人菲尔·斯宾塞表示這筆交易不影響先前《鬼線：東京》在PlayStation 5上獨佔發布的計劃，且該作最終會在最初發布至少一年後發行Xbox版本。

## 外部連結
- 官方网站